# Cnephalocotes
Cnephalocotes is een geslacht van spinnen uit de familie hangmatspinnen (Linyphiidae).

## Soorten
De volgende soorten zijn bij het geslacht ingedeeld:
- Cnephalocotes obscurus (Blackwall, 1834)
- Cnephalocotes simpliciceps Simon, 1900
- Cnephalocotes tristis Denis, 1954